# 대한민국 민법 제3조
대한민국 민법 제3조는 권리능력의 존속기간에 대한 민법 총칙상 조문이다.

## 조문
민법 제3조 (권리능력의 존속기간) 사람은 생존한 동안 권리와 의무의 주체가 된다.

第3條(權利能力의 存續期間) 사람은 生存한 동안 權利와 義務의 主體가 된다.

## 비교 조문
일본민법 제3조 1. 사권의 향유는 출생시에 시작한다.
2. 외국인은 법령 또는 조약의 규정에 의해 금지되는 경우를 제외하고 사권을 향유한다.

## 해설
한국 민법은 속인주의에 따라 한국인이라면 국내에 있던 외국에 있던 상관 없이 한국 민법의 적용을 받는다. 민법은 헌법 제3조가 규정하는 한국영토인 한반도와 그 부속도서에 효력이 미친다. 북한에도 민법이 적용되는지는 논란의 대상이다. 독일민법의 경우 태아의 장래의 권리보전을 위하여 필요한 경우 관리인 또는 친권자가 태아의 권리를 보호한다

### 태아의 경우
태아라고 할지라도 불법행위에 의한 피해자가 되는 경우에는 예외적으로 가해자에 대한 손해배상청구권을 가질 수 있다
헌법재판소 전원재판부는 "뱃속에서 숨진 태아에게도 손해배상 청구권을 인정해야 한다"는 취지로 낸 헌법소원에 대해 본 조가 합헌이라고 결정하였다.
또한 태아인 시절에 가족의 죽음으로 상속의 문제가 발생하면, 태아는 권리능력이 있는 사람과 마찬가지로 상속순위에 참여할 있다
일본 민법과 달리 한국 민법은 외국인의 능력에 관하여 규정을 두고 있지 않다. 단 상호주의 내지 평등주의에 따라서 외국인에 대하여도 내국인과 마찬가지로 권리능력을 인정한다.

## 사례
A는 기형아 검사를 받기 위해 양수를 채취했다가 합병증으로 태아가 숨지자 산부인과를 상대로 손배소를 제기하면서 원고에는 부부와 두 자녀, 그리고 숨진 태아까지 포함하였다. 법원은 출생 전 태아의 손배 청구권을 인정하지 않더라도 국가가 태아 생명권 보호 의무를 위반한 것으로 볼 수는 없다고 하였다.

## 판례
- 의용 민법이나 구관습하에 태아에게는 일반적으로 권리능력이 인정되지 아니하고 손해배상청구권 또는 상속 등 특별한 경우에 한하여 제한된 권리능력을 인정하였을 따름이므로 증여에 관하여는 태아의 수증능력이 인정되지 아니하였고, 또 태아인 동안에는 법정대리인이 있을 수 없으므로 법정대리인에 의한 수증행위도 할 수 없다[7]

### 정지조건설
- 태아가 특정한 권리에 있어서 이미 태어난 것으로 본다는 것은 살아서 출생한 때에 출생시기가 문제의 사건의 시기까지 소급하여 그 때에 태아가 출생한 것과 같이 법률상 보아 준다고 해석하여야 상당하므로 그가 모체와 같이 사망하여 출생의 기회를 못가진 이상 배상청구권을 논할 여지 없다.[8]

### 합헌
- 태아는 형성 중의 인간으로서 생명을 보유하고 있으므로 국가는 태아를 위하여 각종 보호조치들을 마련해야 할 의무가 있다. 하지만 그와 같은 국가의 기본권 보호의무로부터 태아의 출생 전에, 또한 태아가 살아서 출생할 것인가와는 무관하게, 태아를 위하여 민법상 일반적 권리능력까지도 인정하여야 한다는 헌법적 요청이 도출되지는 않는다. 법치국가원리로부터 나오는 법적안정성의 요청은 인간의 권리능력이 언제부터 시작되는가에 관하여 가능한 한 명확하게 그 시점을 확정할 것을 요구한다. 따라서 인간이라는 생명체의 형성이 출생 이전의 그 어느 시점에서 시작됨을 인정하더라도, 법적으로 사람의 시기를 출생의 시점에서 시작되는 것으로 보는 것이 헌법적으로 금지된다고 할 수 없다.[9]

## 참고 문헌
- 오현수, 일본민법, 진원사, 2014. ISBN 9788963463452
- 오세경, 대법전, 법전출판사, 2014 ISBN 9788926210277
- 이준현, LOGOS 민법 조문판례집, 미래가치, 2015. ISBN 9791155020869

## 같이 보기
- 권리능력
- 태아